# Fekete Óceán Társaság
A Fekete Óceán Társaság (玄洋社, Genjósa, Hepburn-átírással: Genyōsha) az első szélsőséges nacionalista szervezet volt Japán modern kori történelmében. 1881-ben alapították tiszteletre méltó célokkal (harc a nép jogaiért, a demokráciáért), de csakhamar kiderült, hogy tagjainak legfőbb szándéka a terjeszkedő külpolitika kierőszakolása. 1889-ben bombát dobtak Ókuma Sigenobu külügyminiszterre, a kínai–japán háború (1894–1895) előestéjén Kínában (főleg bordélyházak üzemeltetésével) kém- és terrorhálózatot építettek ki, együttműködtek Korea annektálásában (1910), a „pánázsiai gondolat” ébren tartásával előkészítették az 1930-as évek militarizmusát, az ország fasizálódását. 1901-ben megalapították a Fekete Sárkány Társaságot..A Genjósa termelte ki Hirota Kóki későbbi miniszterelnököt, az egyetlen olyan polgári politikust, akit a tokiói perben halálra ítéltek. A szervezetet az amerikai megszálló hatóság (SCAP) oszlatta fel 1946-ban.